# Дерипапа, Алексей Владимирович
Алексе́й Влади́мирович Дерипа́па (Дерыпапа) (укр. Олексій Володимирович Дерипапа; 27 марта 1973, Киев, УССР) — украинский футболист, нападающий. Выступал в высшей лиге Украины за «Металлист» (Харьков) (1 матч) и «Звезду» (Кировоград) (13 матчей). В настоящее время работает детским тренером по футболу в киевской ДЮСШ-15.

## Футбольная биография
Алексей Дерипапа родился и вырос в Киеве. Футболом начинал заниматься в жэковском клубе «Киевлянин», который имел статус фарм-клуба команды «Наука», выступавшего в первенстве города. Через год продолжил занятия в «Смене», которая была прародителем футбольного клуба «Оболонь». В «Смене» тренером Дерипапы был Евгений Рудаков. После его ухода из команды Алексей решил попрощаться с футболом. В 16-летнем возрасте перешёл в лёгкую атлетику, где специализировался на тройном прыжке. Участвовал в первенствах Киева и Украины.
В 25-летнем возрасте для лечения одного из членов семьи переехал в Ирландию. Параллельно с работой, выступал в любительских футбольных клубах, много забивал. По рекомендации Павла Нерова был приглашён на просмотр в МФК «Николаев», который испытывал дефицит нападающих. Дерипапа понравился тренеру «корабелов» Михаилу Калите и стал игроком команды. 15 марта 2000 года, в возрасте 27 лет, дебютировал в составе «Николаева» в домашнем матче против одесского «Черноморца-2». В первом же матче отличился забитым голом. Отыграв в Николаеве лишь один год (весеннюю часть сезона 1999/00 и осеннюю часть сезона 2000/01), дважды становился лучшим бомбардиром сезона в команде.
В период зимних каникул сезона 2000/01 Дерипапа перебрался в братиславский «Интер». В словацком клубе у Алексея не заладилось. Началось с того, что французы не открыли ему визу из-за ошибки в документах, и он не поехал с «Интером» на тренировочные сборы во Францию. Из-за пропущенного сбора игроком основного состава стать не удалось. Он провёл несколько матчей за дубль команды, и два раза выходил на замену за основную. В летнее межсезонье вернулся в Николаев обратно для дальнейшего трудоустройства. Из-за необходимости выкупать двухлетний контракт игрока у «Интера», в составе «корабелов» больше не сыграл. Продолжил карьеру в харьковском «Металлисте». В его составе 4 августа 2001 года провёл первый матч в высшей лиге чемпионата Украины. Далее играл в любительском «Днепре» из Киева. В 2003 году со «Звездой» стал победителем турнира первой лиги. В составе кировоградцев провёл ещё 13 матчей в высшей лиге. Закончил игровую карьеру в южноукраинской «Олимпии ФК АЭС», которая в то время была фарм-клубом «Звезды». В настоящее время работает детским тренером по футболу в киевской ДЮСШ-15.

## Достижения
«Звезда»
- Победитель первой лиги Украины (1): 2002/03